# Dissociação (química)

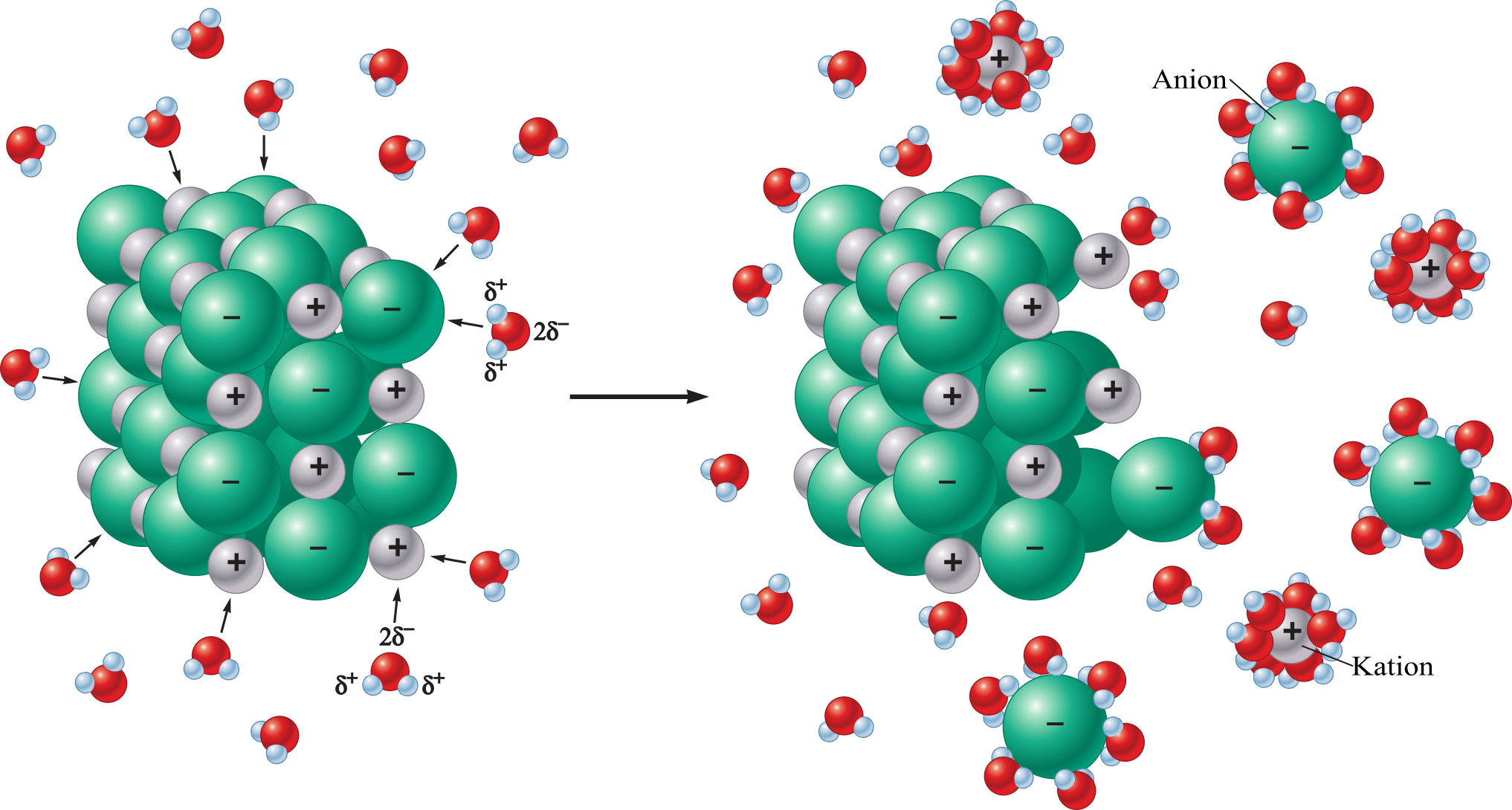
Ilustração demonstrando o curso de uma dissociação eletrolítica de sais iônicos na água.

Dissociação eletrolítica, em química, é o processo em que compostos iônicos têm seus íons separados. Estes íons podem voltar a recombinar-se para dar origem ao composto original. Esse processo ocorre apenas com compostos que apresentem ligações iônicas. Este conceito é frequentemente confundido com ionização.
A dissociação ocorre principalmente com bases e sais, como se vê nos exemplos a seguir:
Ca(OH)2(aq) → Ca2+(aq) + 2 OH-(aq)
NaCl(aq) → Na+(aq) + Cl-(aq)
KBr(s) + (eletrólise ígnea) → K+(l) + Br-(l)

## Constante de dissociação
Supondo uma situação de dissociações reversíveis em um equilíbrio químico
{\displaystyle AB\leftrightarrow A^{+}+B^{-}}
a constante de dissociação Kd é a relação entre o que foi dissociado pelo que permaneceu associado
{\displaystyle K_{d}={\frac {[A^{+}]\cdot [B^{-}]}{[AB]}}}

## Sais e óxidos
A dissociação de ácidos pela solvatação em solução aquosa representa a separação entre cátions e ânions. O ácido original pode ser recuperado pela evaporação do solvente ou pela cristalização em um resfriamento.

## Bases
A dissociação das bases também ocorre pela solvatação em solução aquosa e liberta um cátion e o ânion OH-, tornando o meio alcalino.

## Fragmentação
O processo de fragmentação  é usado para diferenciar um cátion de uma molécula  pela cisão homolítica ou pela cisão heterolítica. Esta forma íons e aquela, radicais livres.